# Asociația Scriitorilor Ebraici din Israel
Asociația Scriitorilor Ebraici din Israel (în ebraică אגודת הסופרים העברים במדינת ישראל), anterior Asociația Scriitorilor și Literaturii Ebraice (אגודת הסופרים והספרות העברית), Asociația Scriitorilor Ebraici din Țara Israel (אגודת הסופרים העבריים בארץ ישראל) sau Asociația Scriitorilor Ebraici (אגודת הסופרים העבריים), este o asociație profesională a poeților și scriitorilor în limba ebraică din Israel. (Există, de asemenea, și asociații ale scriitorilor israelieni care scriu în alte limbi, precum araba).

## Istoric
Primele încercări de înființare a unei asociații evrei din Rusia și din alte țări est-europene au fost făcute de Mordecai ben Hillel Hacohen (1856–1936), dar nu au avut succes din cauza împotrivirii autorităților țariste.
Asociația Scriitorilor Ebraici a fost înființată în anul 1921 la Tel Aviv de poetul Haim Nahman Bialik pentru a îmbogăți mediul cultural ebraic din Palestina (aflată atunci sub mandat britanic). La această prima întâlnire, care a avut loc la Jaffa în ziua de Pesah a anului evreiesc 5681, au participat aproximativ 70 de scriitori, iar Nahum Sokolow (1859–1936) a fost ales președinte de onoare. Membri în comitetul director al asociației au fost aleși Haim Nahman Bialik, Ahad Ha'am, Mordecai ben Hillel Hacohen, Jacob Fichman, Asher Barash, Aharon Avraham Kabak și Alexander Ziskind Rabinovitz. Obiectivele asociației erau „cultivarea și creșterea literaturii ebraice prin eforturile cooperatiste ale scriitorilor evrei și apărarea intereselor spirituale și materiale ale celor din domeniul literaturii”. Asociația Scriitorilor Ebraici a votat cu ocazia adunării sale constitutive o rezoluție „pentru a cere ca Organizația Sionistă să considere literatura ebraică ca parte integrantă a activității sioniste și să o susțină”.
Arhiva Gnazim păstrează procesele-verbale ale ședințelor comitetelor comitetelor Asociației Scriitorilor din primii ei ani. O ieșivă a fost înființată la Ierusalim la 26 octombrie 1924 (28 Tișrei 5685). Activitatea asociației a primit un impuls substanțial la mijlocul anilor 1920, atunci când un grup de scriitori ebraici din Rusia (printre care se afla și Haim Nahman Bialik) s-au stabilit în Palestina. Bialik își exprima dorința diversificării activității literare în limba ebraică și susținea că „scriitorii sunt slujitorii neamului și ai valorilor sale eterne”.
În anul 1928, Haim Nahman Bialik a fost ales președinte al Asociației Scriitorilor Ebraici, deținând această funcție până la moartea sa în 1934. În această perioadă a fost înființată o revistă literară a asociației, intitulată Moznaim (în traducere „Cumpăna”), al cărei prim număr a fost publicat la 15 martie 1929. Revista a avut inițial o apariție săptămânală și apoi lunară și a suferit mai multe schimbări (inclusiv încetări ale apariției, schimbarea tendințelor) de-a lungul anilor, dar a supraviețuit.
După moartea lui Bialik în 1934, conducerea asociației a fost deținută, printre alții, de Saul Cernihovski (1938–1943), Dov Chomsky (1958–1974), Shammai Golan (1974–1983) și Natan Yonatan (1983–1984). Asociația a publicat mai multe serii de cărți, a menținut legături cu editurile pentru stabilirea unor taxe echitabile, a organizat conferințe și întâlniri, a organizat o casă de odihnă pentru scriitori la Zihron Yaakov și o casă de creație la Nehora, a instituit fonduri pentru ajutorarea scriitorilor și, în anumite cazuri, i-a ajutat pe scriitorii aflați în nevoi să-și găsească de lucru. Odată cu înființarea statului Israel în 1948 și cu imigrația în masă a evreilor, numărul de membri ai asociației a crescut, iar asociația și-a lărgit și diversificat sfera de activitate.
În 1950, la inițiativa scriitorului Asher Barash, asociația a înființat institutul Machon Genazim, cunoscut acum sub numele de Institutul Bio-Bibliografic „Asher Barash”, ca o arhivă centrală pentru conservarea operelor literare scrise în limba ebraică. Institutul reprezintă astăzi una dintre cele mai importante surse bio-bibliografice pentru cercetarea literaturii ebraice moderne, păstrând arhive literare, adunând colecții de articole din ziare despre scriitori și colecții de fotografii ale scriitorilor și publicând reviste ce conțin materiale arhivistice necunoscute publicului.
Asociația se mai ocupă cu promovarea scriitorilor israelieni și a operelor lor și funcționează, de asemenea, ca un sindicat, reprezentându-i pe membrii săi în relațiile cu Asociația Editorilor din Israel, autoritățile fiscale și alte instituții. O dată la doi ani, în perioada Paștilor, este organizată o conferință a asociației în care se discută probleme din domeniul literaturii ebraice, precum și probleme de natură politică. Asociația finanțează Fondul pentru Încurajarea Creațiilor Originale, înființat în cinstea lui Yitzhak Lamdan, și acordă premii literare anuale pentru a-i elibera pe câțiva scriitori de activitatea lor zilnică și a le permite să-și dedice timpul scrierii unor opere literare.
Sediul central al Asociației este în clădirea „Beit HaSofer” din Tel Aviv, care găzduiește și arhivele și redacția revistei Moznaim. Asociația deține filiale în orașele Ierusalim și Haifa, care desfășoară activități proprii (organizare de prelegeri și simpozioane și publicarea anuarelor literare Jerusalem și, respectiv, Carmelit).

## Obiective
Asociația Scriitorilor Ebraici din Israel are următoarele obiective:
- un obiectiv profesional – apărarea drepturilor scriitorilor și ajutorarea scriitorilor aflați în nevoi;
- un obiectiv literar – existența instituțiilor literare, inclusiv Institutul „Arhiva Gnazim a Asociației Scriitorilor” și revista literară Moznaim, acordarea de premii literare, întreținerea relațiilor internaționale cu scriitorii și asociațiile profesionale ale scriitorilor din întreaga lume;
- un obiectiv public – „în calitate de organism care are ceva de spus cu privire la situația actuală și la chestiunile morale”.[8]

Sediul Asociației Scriitorilor este „Casa Scriitorului” din Tel Aviv, care poartă numele poetului Saul Cernihovski (1875–1943) și adăpostește birourile organelor de conducere, sălile pentru organizarea evenimentelor literare și redacția revistei literare Moznaim. Institutul „Arhiva Gnazim a Asociației Scriitorilor” s-a mutat în anul 2008 în clădirea Ariel (Beit Ariela) din Tel Aviv.

## Evenimente organizate
Asociația Scriitorilor Ebraici din Israel desfășoară diverse activități la sediul ei (Beit HaSofer) din Tel Aviv și în toată țara pentru a insufla dragostea pentru poezie și literatură și interesul publicului față de bunăstarea scriitorilor și anume:
- lansări de cărți;
- seri de lectură de poezii și fragmente de opere literare;
- Festivalul „Cântarea Mării”;
- primirea poeților și scriitorilor din străinătate;
- ateliere de creație;
- o serie de prelegeri și conferințe.

## Condițiile de admitere
Calitatea de membru al Asociației Scriitorilor este condiționată de redactarea a două cărți în limba ebraică și de aprobarea Comisiei de admitere. La începutul anilor 1970, când numărul membrilor asociației era de aproximativ 300, s-a decis cooptarea în rândurile membrilor asociației a unor scriitori care emigraseră recent în Israel, dar care nu publicaseră încă scrieri în limba ebraică. În același timp, asociația a inițiat un proiect de traducere a operelor acestor scriitori în ebraică („Shevut”), contribuind la asimilarea lor în cultura israeliană.
Asociația avea în 2010 un număr de aproximativ 450 de membri (poeți, prozatori, dramaturgi și regizori). Aproximativ 40 de editori și traducători s-au alăturat Asociației Scriitorilor la începutul anului 2016, după schimbarea criteriilor de admitere a noilor membri și introducerea posibilității admiterii editorilor și traducătorilor de la „marile edituri de carte”.
În anul 2016, Asociația Scriitorilor Ebraici din Israel avea aproximativ 520 de membri (scriitori, poeți, editori, traducători, dramaturgi și regizori).

## Controversă
În aprilie 2012 Asociația Scriitorilor Ebraici din Israel a lansat un atac înverșunat împotriva poemului în proză „Was gesagt werden muss” („Ce trebuie spus”) al scriitorului german Günter Grass și a amenințat că va cere organizației International PEN să „se distanțeze public de remarcile lui Grass și să se pronunțe împotriva tuturor expresiilor de delegitimizare a statului Israel și a poporul evreu”.